# マイリー (競走馬)
マイリー (Mairie) はイギリスの競走馬、繁殖牝馬。いわゆる「華麗なる一族」の祖として知られる。
日本では終戦後の1952年（昭和27年）に外国からの馬の輸入が解禁になると、ライジングフレームをはじめとした外国種牡馬の輸入が始まった。戦前に輸入されたセフトの仔の活躍を見た斎藤卯助は、これからは外国馬の子が主流になると考え、1956年（昭和31年）、繁殖牝馬購入のためイギリスへ渡った。このとき購入した牝馬の一頭が華麗なる一族の祖となるマイリー (Mairie) である。マイリーは3歳のときに3戦して未勝利のまま引退し、斎藤に買われて日本に輸入されることになった。マイリーは斎藤が買った時点ですでにイギリス2000ギニー優勝馬のニアルーラの仔を妊娠していた。マイリーとはフランス語で「役所」を意味し、父のシュプリームコート（「最高裁判所」の意味）に由来する。
マイリーは1883年にアイリッシュダービーを勝ったトラジディ (Tragedy) の子孫。祖母ブルースターはフランスのクリテリウムドメゾンラフィット、クロエ賞、ラフォレ賞に勝った活躍馬で、ブルースターの兄弟2頭もフランスの重賞を勝ったフランスで実績のある牝系である。ジョッケクルブ賞を勝ったシカンブルも同族。母の名前であるリュジニャンは、12世紀末のエルサレム王国の王となったフランス人騎士ギー・ド・リュジニャンに由来する。リュジニャン王の時代にエルサレムはイスラム教徒によって陥落した。
マイリーを載せて1956年10月にイギリスを出発した船は、地中海からペルシャ湾を抜けてインド洋に至り、12月には日本に到着する予定だった。ところが出航後の10月29日、イスラエル軍がエジプト領のシナイ半島に侵攻して第二次中東戦争が開戦すると、エジプト軍はスエズ運河を封鎖してしまった。やむを得ず船は南へ転進して喜望峰を回ることになった。出産を控えたマイリーにとって船旅が長引くのは負担であるが、斎藤卯助にとって大きな問題は、もしマイリーが船上で出産すると、生まれた子は外国産馬の扱いとなってしまい、競馬への出走に大きな制限を受けてしまうことであった。
予定より3か月遅れて1957年（昭和32年）2月に横浜にたどり着いたマイリーは、到着2日後に動物検疫所で牝馬を出産、その仔馬はのちにキユーピツトと名づけられた。これが「華麗なる一族」の起こりである。
マイリーはその後14年間で3頭しか子供を産まず、近くの牧場に売却された。売却後も1頭しか子供を産んでいない。子供のうち、キユーピツト以外にはテツノアーク（1968年生、父アークティックヴェイル）、マイポーラ（1972年生、父フジオンワード）の2頭の牝馬がおり、テツノアークの子孫には2009年のフラワーカップを制したヴィーヴァヴォドカがいるが、マイポーラの牝系子孫は後継牝馬が少なかったこともあり、2000年代初頭に絶えている。

## 血統表
| マイリーの血統                        | マイリーの血統                              | マイリーの血統           | （血統表の出典）         | （血統表の出典）  |
| 父 Supreme Court 1948 黒鹿毛 イギリス | 父の父Precipitation 1933 栗毛 イギリス      | Hurry On                 | Marcovil                 | Marcovil          |
| 父 Supreme Court 1948 黒鹿毛 イギリス | 父の父Precipitation 1933 栗毛 イギリス      | Hurry On                 | Tout Suite               |                   |
| 父 Supreme Court 1948 黒鹿毛 イギリス | 父の父Precipitation 1933 栗毛 イギリス      | Double Life              | Bachelor's Double        | Bachelor's Double |
| 父 Supreme Court 1948 黒鹿毛 イギリス | 父の父Precipitation 1933 栗毛 イギリス      | Double Life              | Saint Joan               |                   |
| 父 Supreme Court 1948 黒鹿毛 イギリス | 父の母Forecourt 1943 鹿毛 イギリス          | Fair Trial               | Fairway                  | Fairway           |
| 父 Supreme Court 1948 黒鹿毛 イギリス | 父の母Forecourt 1943 鹿毛 イギリス          | Fair Trial               | Lady Juror               |                   |
| 父 Supreme Court 1948 黒鹿毛 イギリス | 父の母Forecourt 1943 鹿毛 イギリス          | Overture                 | Dastur                   | Dastur            |
| 父 Supreme Court 1948 黒鹿毛 イギリス | 父の母Forecourt 1943 鹿毛 イギリス          | Overture                 | Overmantle               |                   |
| 母 Lusignan 1944 鹿毛 イギリス        | 母の父William of Valence 1932 鹿毛 フランス | Vatout                   | Prince Chimay            | Prince Chimay     |
| 母 Lusignan 1944 鹿毛 イギリス        | 母の父William of Valence 1932 鹿毛 フランス | Vatout                   | Vashti                   |                   |
| 母 Lusignan 1944 鹿毛 イギリス        | 母の父William of Valence 1932 鹿毛 フランス | Queen Iseult             | Teddy                    | Teddy             |
| 母 Lusignan 1944 鹿毛 イギリス        | 母の父William of Valence 1932 鹿毛 フランス | Queen Iseult             | Sweet Agnes              |                   |
| 母 Lusignan 1944 鹿毛 イギリス        | 母の母Blue Star 1935 鹿毛 フランス          | Blue Skies               | Blandford                | Blandford         |
| 母 Lusignan 1944 鹿毛 イギリス        | 母の母Blue Star 1935 鹿毛 フランス          | Blue Skies               | Blue Pill                |                   |
| 母 Lusignan 1944 鹿毛 イギリス        | 母の母Blue Star 1935 鹿毛 フランス          | Heure H.                 | Rabelais                 | Rabelais          |
| 母 Lusignan 1944 鹿毛 イギリス        | 母の母Blue Star 1935 鹿毛 フランス          | Heure H.                 | Saperlipopette F-No.7-e  |                   |
| 母系(F-No.)                           | (FN:7-e)                                    | (FN:7-e)                 | (FN:7-e)                 | [ § 2 ]           |
| 5代内の近親交配                       | Sans Souci 5･5（母系内）                    | Sans Souci 5･5（母系内） | Sans Souci 5･5（母系内） | [ § 3 ]           |
| 出典                                  | 1. 2. 3.                                    | 1. 2. 3.                 | 1. 2. 3.                 | 1. 2. 3.          |